# Prince George Cougars
Prince George Cougars je kanadský juniorský klub ledního hokeje, který sídlí v Prince George v provincii Britská Kolumbie. Od roku 1994 působí v juniorské soutěži Western Hockey League. Založen byl v roce 1994 po přestěhování týmu Victoria Cougars do Prince George. Své domácí zápasy odehrává v hale CN Centre s kapacitou 5 582 diváků. Klubové barvy jsou červená, měděná, bílá a černá.
Nejznámější hráči, kteří prošli týmem, byli např.: Zdeno Chára, Petr Kuboš, Vladimír Mihálik, David Kočí, Petr Jelínek, Chris Mason, Derek Boogaard, Dustin Byfuglien, Dan Hamhuis nebo Tyler Redenbach.

## Přehled ligové účasti
Zdroj: 
- 1994–2001: Western Hockey League (Západní divize)
- 2001– : Western Hockey League (Britskokolumbijská divize)